# 마카 (사트라피)
마카는 아케메네스 제국과 마준으로 알려진 사산 제국의 사트라피였다. 그곳은 오늘날 오만에 해당한다. 기원전 520년까지 마카는 제국의 일부였지만 키루스 대왕에 의해 정복되었다. 그는 페르시아만의 반대편을 원정하였다고 알려져있다. 그곳은 알렉산더 대왕의 페르시아 정복때까지 태수령이었다. 그때 그곳은 독립하게 되었다. 헤로도투스에 따르면 미키아인은 드랑기아인, 타마타에아인, 우티아인, 사가르티아인과 같은 세금 구역에 속하였다.
그곳은 후에 사산 제국에 의해 다시 정복되었다.